# Zabulón

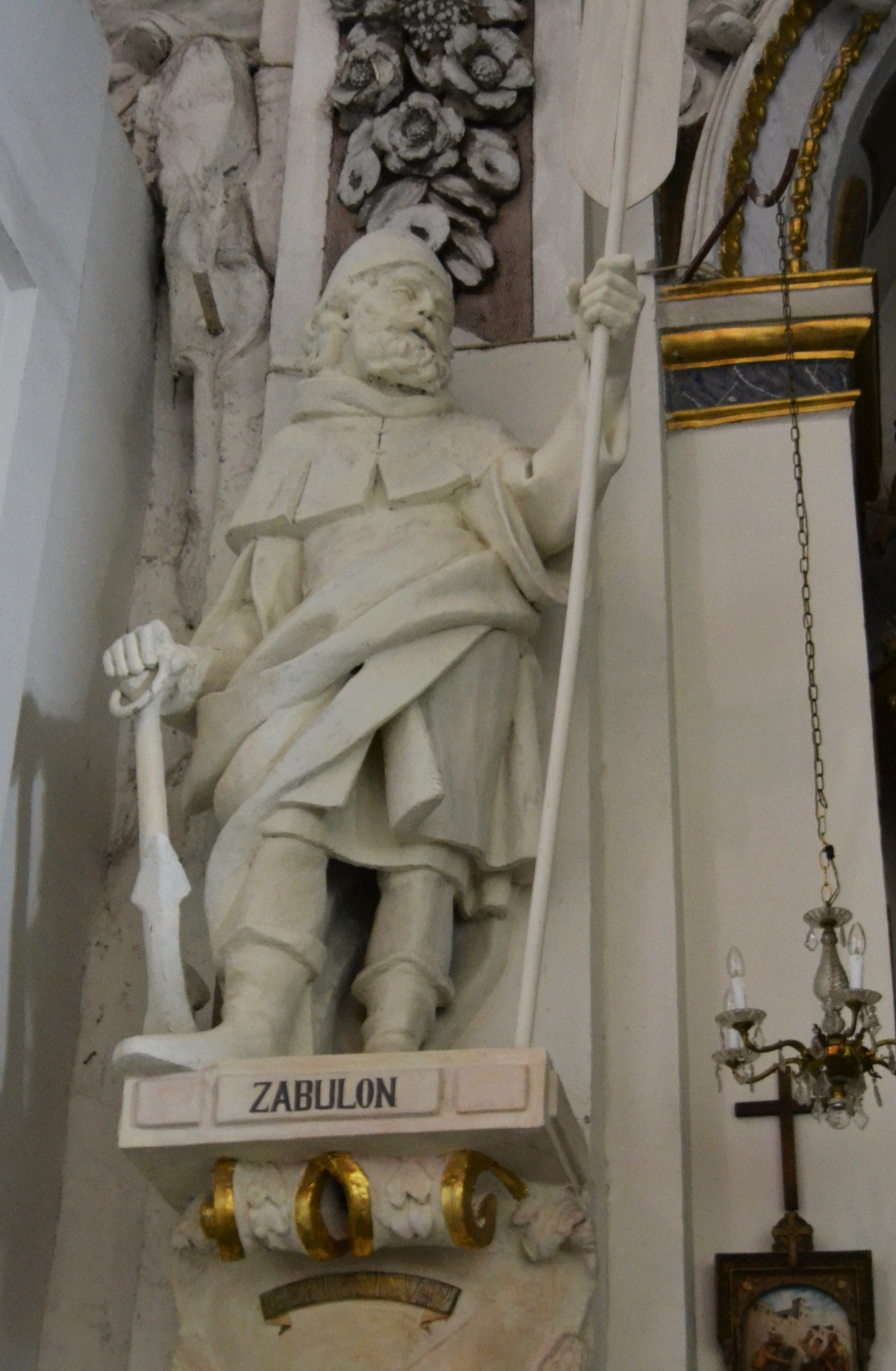
Zabulón, kostel Sant Joan del Mercat ve Valencii.

Zabulón (hebrejsky זְבוּלֻן‎, Zevulun), do češtiny přepisováno též jako Zabulon, Zebulůn či Zvulun, je jméno desátého Jákobova syna, kterého mu porodila jeho první manželka Lea jako svého šestého syna. Jméno se vykládá jako „Vyvýšený“ či „Zůstávající“. Jménem tohoto syna byl též nazýván jeden z izraelských kmenů. Příslušníci tohoto kmene jsou označování jako Zabulónovci. O samotném Jákobovu synu jménem Zabulón se z biblických příběhů téměř nic nedozvídáme. ֹVíme pouze, že měl tři syny. Ze Zabulónova pokolení pocházel soudce Elón a podle některých rabínských autorit i prorok Jonáš.